# Arboretum du Grenouillet
El Arboreto de la Grenouillet ( en francés : Arboretum du Grenouillet) es un arboreto de 0,22 hectáreas de extensión, ubicado en la proximidad de Gorniès, Francia.

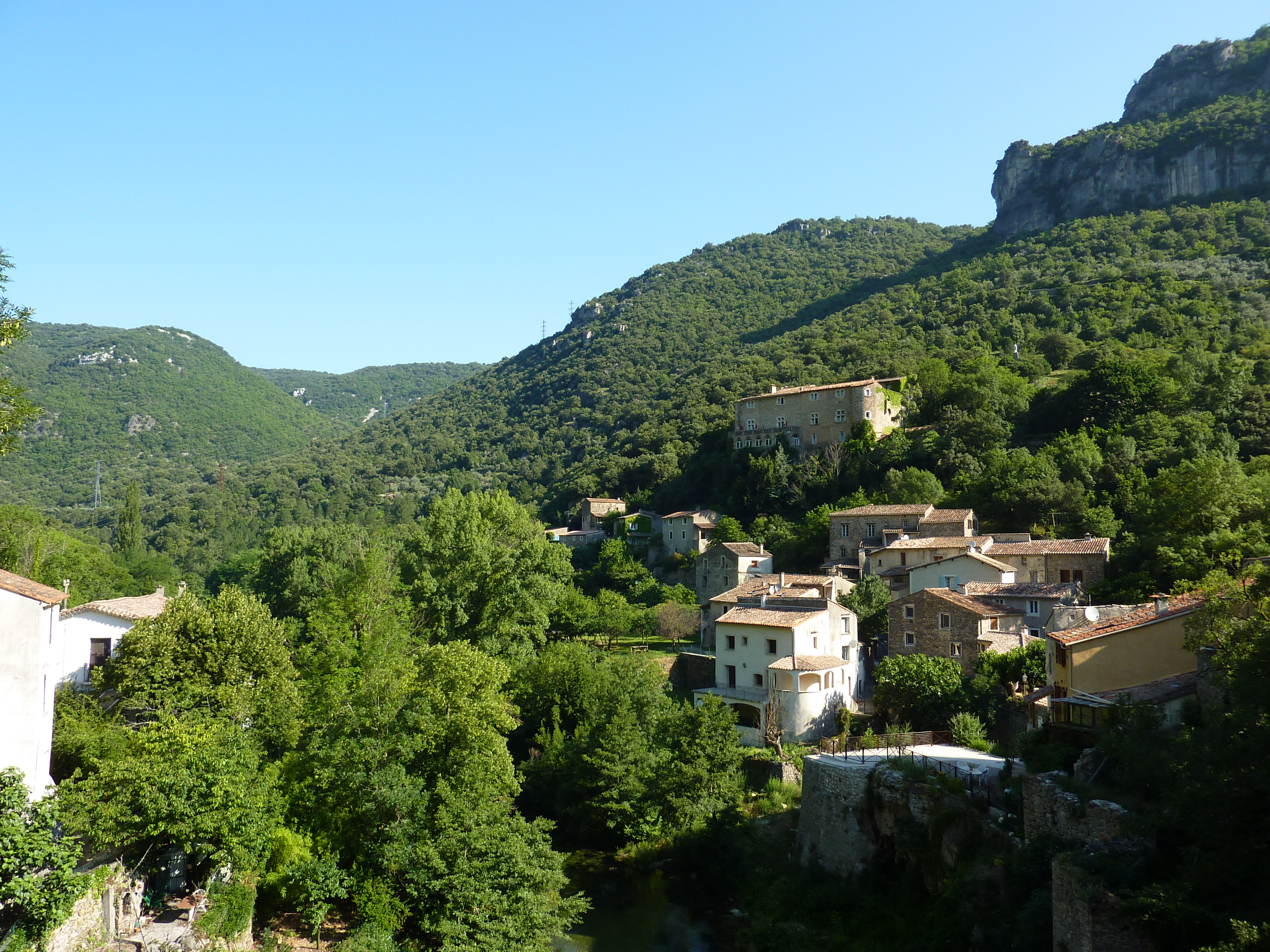
El entorno de Gorniès.

## Localización
Se ubica en el interior del « Parc National des Cévennes » (Parque nacional de las Cevenas). En el fondo del valle, vertiente de derecha de la Vis. 
Arboretum du Grenouillet Parc National des Cévennes Gorniès, Département de Hérault, Languedoc-Roussillon, France-Francia. 
Planos y vistas satelitales, 43°53′21.12″N 3°37′32.16″E / 43.8892000, 3.6256000
- Exposición Sureste
- Suelo argilo-calcáreo
- Altitud : 200 m s. n. m.

Está abierto al público en los meses cálidos del año, siendo la entrada libre y gratuita.

## Historia
El arboretum fue creado en 1904 por Charles Flahault (1852–1935). 
Actualmente está administrado por la « Office national des forêts » grupo técnico de St Etienne de Gourgas.

## Colecciones
Actualmente el arboreto alberga especies como:
Abies cephalonica, Abies pinsapo, Abies borisii, Abies numidica, Acer campestre, Acer pseudoplatanus, Ailanthus altissima, Alnus glutinosa, Cedrus atlantica, Cupressus macrocarpa, Cupressus sempervirens, Cryptomeria japonica, Fraxinus alba, Fraxinus ornus, Gingko biloba, Larix spp., Maclura aurantiaca, Maclura pomifera, Populus tremula, Sequoiadendron, Sequoia sempervirens, Taxus baccata, y Toxylon pomiferum